# Place Rigaud
Pour les articles homonymes, voir Rigaud.
La place Rigaud est une place située à Perpignan, chef-lieu des Pyrénées-Orientales.

## Situation et accès
La place se situe dans le quartier Saint-Jean, elle est reliée au quartier Saint-Jacques par la rue Émile Zola.

## Origine du nom
La place porte le nom du peintre français Hyacinthe Rigaud, né à Perpignan.

## Historique
Au Moyen Âge, la place était un lieu de marché de blé. Une halle est construite au XVIe siècle puis reconstruite au XIXe siècle ; elle est finalement détruite par un incendie[Quand ?].
Elle est alors emménagée par l’architecte Carbasse, elle disposait d'une statue installée en 1890 du sculpteur Gabriel Faraill en honneur à Hyacinthe Rigaud. Fondue en 1942, dans le cadre de la mobilisation des métaux non ferreux. elle est remplacée par une statue réalisée par Roger Maureso dont le plâtre est toujours conservé au musée Hyacinthe-Rigaud[réf. à confirmer].